# Valentina Cervi
Valentina Cervi (Roma, 13 de abril de 1976) é uma atriz italiana, neta do ator Gino Cervi. Participou no filme "Miracle at St Anna" de Spike Lee.